# Charlotta Fougberg
Charlotta Fougberg (Suecia, 19 de junio de 1985) es una atleta sueca, especialista en la prueba de 3000 m obstáculos en la que llegó a ser subcampeona europea en 2014.

## Carrera deportiva
En el Campeonato Europeo de Atletismo de 2014 ganó la medalla de plata en los 3000 m obstáculos, con un tiempo de 9:30.16 segundos, llegando a meta tras la alemana Antje Möldner-Schmidt (oro) y por delante de la española Diana Martín (bronce con 9:30.70 s que fue su mejor marca personal).